# Castel Mayenburg
Castel Mayenburg (talvolta anche Castel Maggio; in tedesco Mayenburg) è un castello medievale che si trova a Foiana (Völlan), frazione del comune di Lana in Alto Adige.

## Storia

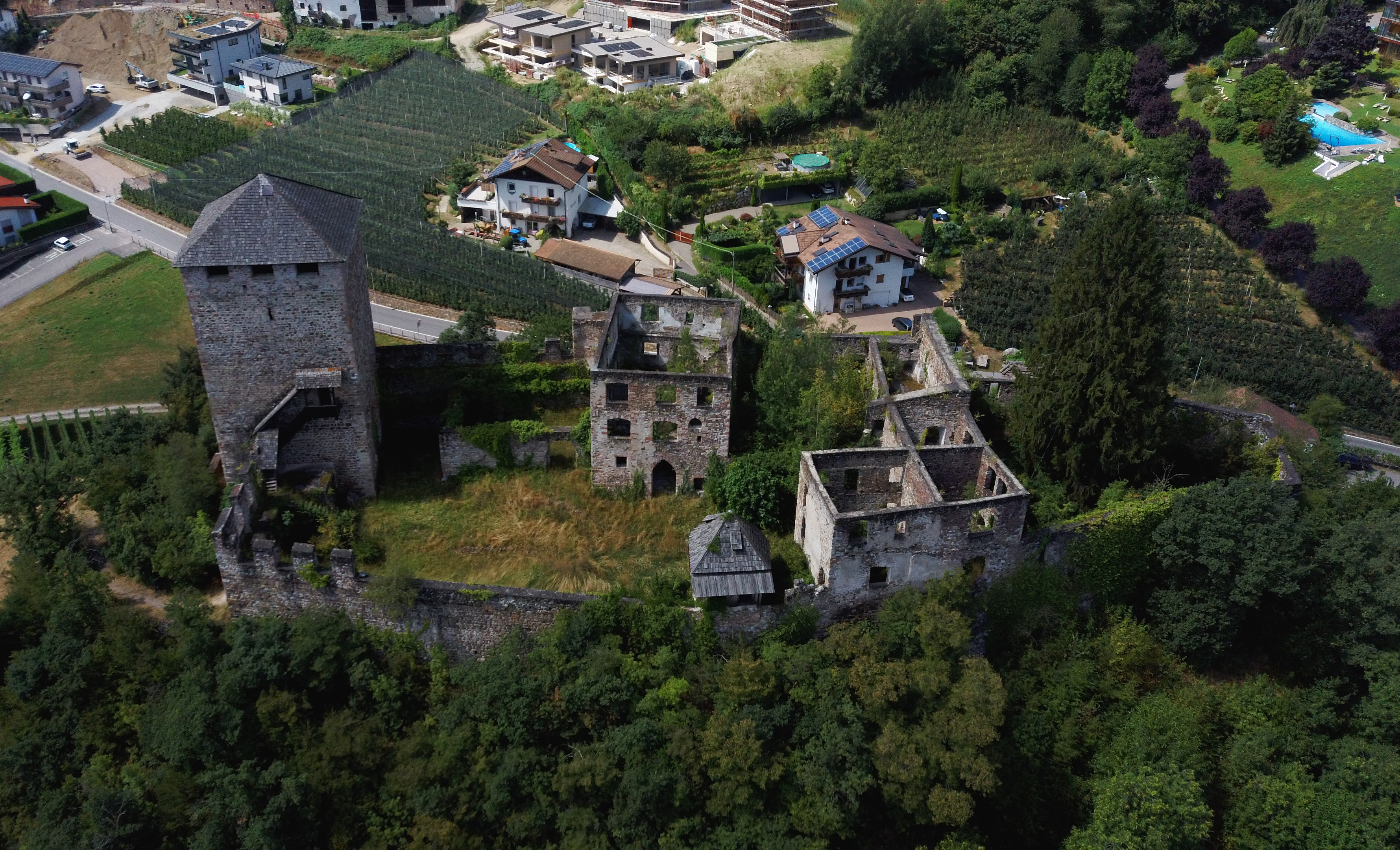
Vista aerea dei ruderi

I primi documenti riguardanti il castello risalgono al 1241, quando è chiamato castrum de Uollan. Nel 1375 compare con il nome di Mayenburch.
Inizialmente doveva far parte del sistema di fortificazioni difensive dei conti di Appiano ma, dopo la loro caduta, passò ai conti di Tirolo nel 1253, divenendo sede del distretto giudiziale di Mayenburg.
Nel 1358 si estinse la famiglia dei Mayenburg, che fino ad allora aveva avuto il castello in feudo. Esso passò quindi di mano in mano finché nel 1600 (o nel 1648 secondo altri) divenne di proprietà dei conti Brandis.
Col tempo però il castello perse di importanza e nel 1814 fu venduto a dei contadini del luogo, cosa che ne sancì la definitiva rovina.
In seguito un medico meranese, Josef Auffinger, lo comprò e inizio un limitato restauro per evitarne ulteriori crolli.

## Struttura
Il castello è circondato da una cinta muraria all'interno della quale si trovano due ampi cortili, il palazzo residenziale, il mastio, la cappella e altri edifici minori.
Tranne il mastio, gli altri edifici sono ormai senza tetto e ridotti alle sole mura perimetrali. Nella cappella sono presenti tracce di affreschi risalenti al XV secolo.
Il castello è normalmente chiuso e non visitabile.